# Mozambik na Letnich Igrzyskach Olimpijskich 1980
Mozambik na Letnich Igrzyskach Olimpijskich 1980 reprezentowało 14 zawodników: 12 mężczyzn i 2 kobiety. Był to debiut reprezentacji Mozambiku na letnich igrzyskach olimpijskich.

## Skład kadry

### Lekkoatletyka
Mężczyźni
| Zawodnik         | Konkurencja        | Eliminacje | Eliminacje | Ćwierćfinał | Ćwierćfinał | Półfinał | Półfinał | Finał | Finał |
| Zawodnik         | Konkurencja        | Czas       | Poz.       | Czas        | Poz.        | Czas     | Poz.     | Czas  | Poz.  |
| ---------------- | ------------------ | ---------- | ---------- | ----------- | ----------- | -------- | -------- | ----- | ----- |
| Dias Alface      | 10 000 m           | DNF        | DNF        |             |             |          |          |       |       |
| Eduardo Costa    | 100 m              | 11,02      | 5          |             |             |          |          |       |       |
| Abdul Ismail     | 110 m przez płotki | 15,18      | 7          |             |             |          |          |       |       |
| Pedro Mulomo     | 5000 m             | 15:11,9    | 11         |             |             |          |          |       |       |
| Constantino Reis | 200 m              | DNS        | DNS        |             |             |          |          |       |       |
| Vicente Santos   | 1500 m             | 3:58,7     | 9          |             |             |          |          |       |       |

| Zawodnik           | Konkurencja | Kwalifikacje | Kwalifikacje | Finał     | Finał   |
| Zawodnik           | Konkurencja | Odległość    | Pozycja      | Odległość | Pozycja |
| ------------------ | ----------- | ------------ | ------------ | --------- | ------- |
| Stélio Craveirinha | Skok w dal  | 6.94         | 27           |           |         |

Kobiety
| Zawodniczka | Konkurencja | Eliminacje | Eliminacje | Ćwierćfinał | Ćwierćfinał | Półfinał | Półfinał | Finał | Finał |
| Zawodniczka | Konkurencja | Czas       | Poz.       | Czas        | Poz.        | Czas     | Poz.     | Czas  | Poz.  |
| ----------- | ----------- | ---------- | ---------- | ----------- | ----------- | -------- | -------- | ----- | ----- |
| Acacia Mate | 400 m       | 1:00,90    | 8          |             |             |          |          |       |       |
| Acacia Mate | 800 m       | 2:19,7     | 7          |             |             |          |          |       |       |

| Zawodniczka          | Konkurencja  | Kwalifikacje | Kwalifikacje | Finał     | Finał   |
| Zawodniczka          | Konkurencja  | Odległość    | Pozycja      | Odległość | Pozycja |
| -------------------- | ------------ | ------------ | ------------ | --------- | ------- |
| Ludovina de Oliveira | Rzut dyskiem |              |              |           |         |

### Pływanie
Mężczyźni
| Zawodnik          | Konkurencja                | Eliminacje | Eliminacje | Półfinał | Półfinał | Finał | Finał |
| Zawodnik          | Konkurencja                | Czas       | Poz.       | Czas     | Poz.     | Czas. | Poz.  |
| ----------------- | -------------------------- | ---------- | ---------- | -------- | -------- | ----- | ----- |
| Pedro Cruz        | 100 m stylem grzbietowym   | 1:15.25    | 33         |          |          |       |       |
| Raimundo Franisse | 100 m stylem motylkowym    | 1:01,83    | 29         |          |          |       |       |
| Raimundo Franisse | 200 m stylem motylkowym    | 2:25,55    | 24         |          |          |       |       |
| Ntewane Machel    | 200 m stylem dowolnym      | 2:35,45    | 37         |          |          |       |       |
| Edgar Martins     | 100 metrów stylem dowolnym | 1:06,17    | 39         |          |          |       |       |
| Rogerio Silva     | 100 m stylem klasycznym    | 1:25,70    | 25         |          |          |       |       |